# Andoa-shimigae
La llengua andoa shimigae, també anomenada andoa, shimigae, gae, gay o siaviri pertany a la família lingüística zaparoanes. La llengua es troba probablement extinta.
Els orígens del grup ètnic es remunten a tres grups originals amb escasses diferències culturals i lingüístiques: andoa, shimigae i gae. Els veïns del grup eren de família lingüística jivaro, els achwar i els jívaro del riu Corrientes. A la zona també era usual el quítxua del Pastaza, que amb el temps s'ha convertit en la llengua hegemònica de l'àrea.

## Distribució geogràfica
L'andoa es parlava en la zona amazònica del Perú, a la regió de Loreto, província d'Alt Amazones, districte de Pastaza sobre el riu del mateix nom, pròxim a la frontera amb l'Equador. També en el cantó Pastaza, a la província del mateix nom pertanyent a l'Equador.

## Nombre de parlants
Solís [1987] estimava 5 parlants en 1975. Els restants membres del grup ètnic, conformat per unes 150 persones cap a 1950, parlaven la variant dialectal del Pastaza del quítxua (de la família Quítxua II B). Wise [1999] calcula el grup ètnic entre 150 i 200 persones, i concorda amb Gordon [2005] a afirmar que la llengua es va extingir en 1993 amb la mort de l'últim parlant conegut.